# Huipil

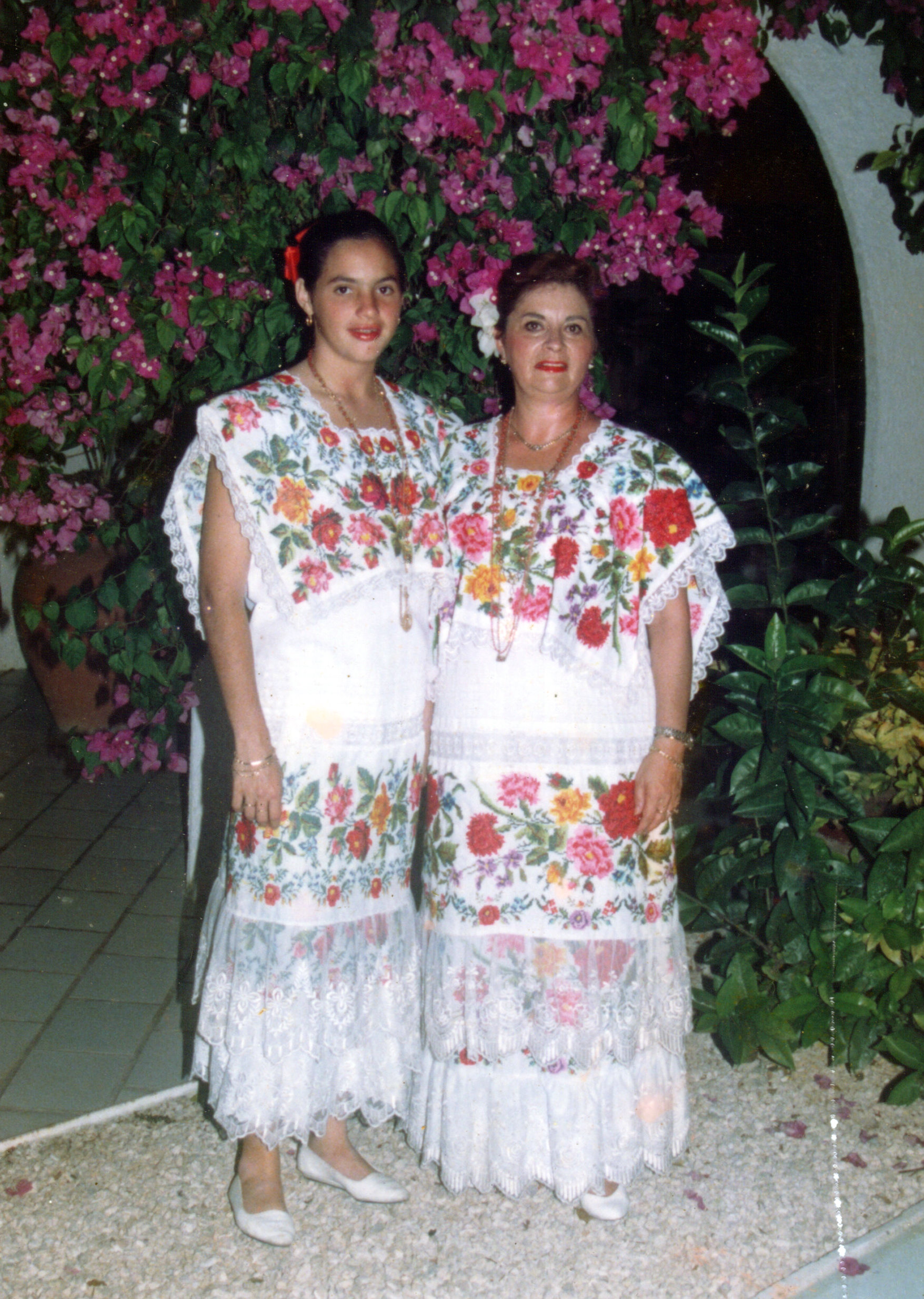
Huipilt viselő yucatáni nők

A huipil (a Yucatán-félszigeten gyakran hipil, Michoacán egyes vidékein huanengo) a közép-amerikai, főként mexikói indián nők legelterjedtebb hagyományos ruhadarabja. Egy téglalap alakú, díszesen hímzett szövetdarabból áll, melynek közepén a fej számára nyílást hagynak. Gyakran oldalt összevarrják, de úgy, hogy a karok számára is nyitott maradjon. Díszítése vidékenként igen változatos, de mindenhol jellemzők rá az élénk színek. Általában pamutból vagy gyapjúból készül, néha a két anyagot keverik, díszítésül időnként selyemdarabokat vagy tollakat is használnak, illetve újabban szintetikus anyagokat is felhasználnak készítéséhez.
Hosszúsága igen változó: vannak egészen rövid huipilek, ehhez külön blúzt és szoknyát vesznek fel, de vannak akár földig érő darabok is, melyeket legtöbbször lazán lógva viselnek, ritkábban övvel rögzítik derekukhoz. Ez alá is fel szoktak venni egy alsószoknyát, az úgynevezett fustánt (vagy justánt). A viszonylag hosszú, de nem földig lógó huipilt néha a szoknya alá is betűrik, például a Chiapas államban található Chamula vidékén.
A huipil szó a navatl nyelvből származik, de régen a maják is használták, náluk kub volt a neve, a fustánt pedig picnek nevezték.

## Készítése
Mexikóban hagyományosan minden ruhadarabot, így a huipilt is, nők készítették és készítik többnyire ma is. A huipilhez használt szövet általában két, egymást derékszögben metsző szálrengetegből áll. Készítésekor először kifeszítik a szálak egyik csoportját a „szövőszéken” keresztül (ami különféle botokból áll), egyik végüket egy rögzített ponthoz (fémgyűrű, fa, stb.) rögzítik, a másik végüket a szövőnő dereka köré csavarják. A szálak ezen csoportját urdimbrének hívják, és ezen szövik keresztül a másik szálcsoportot, a tramát. A pontos módját, hogy hogyan szövik keresztül, ligamentónak nevezik, és alapvetően ettől függ az elkészülő huipil mintavilága is.
Maga a huipil több ilyen szövetdarab egybevarrásából készül, leggyakrabban 2-3 keskenyebb darabból. Ezek általában egyforma szélességűek, de főleg Chiapas állam hegyvidékén a középsőt szélesebbre készítik. A fejnek szánt kivágás gyakran téglalap alakú, de lehet kerek is, esetleg csak egy függőleges vágás, amin alig fér ki a fej.

## Díszítés

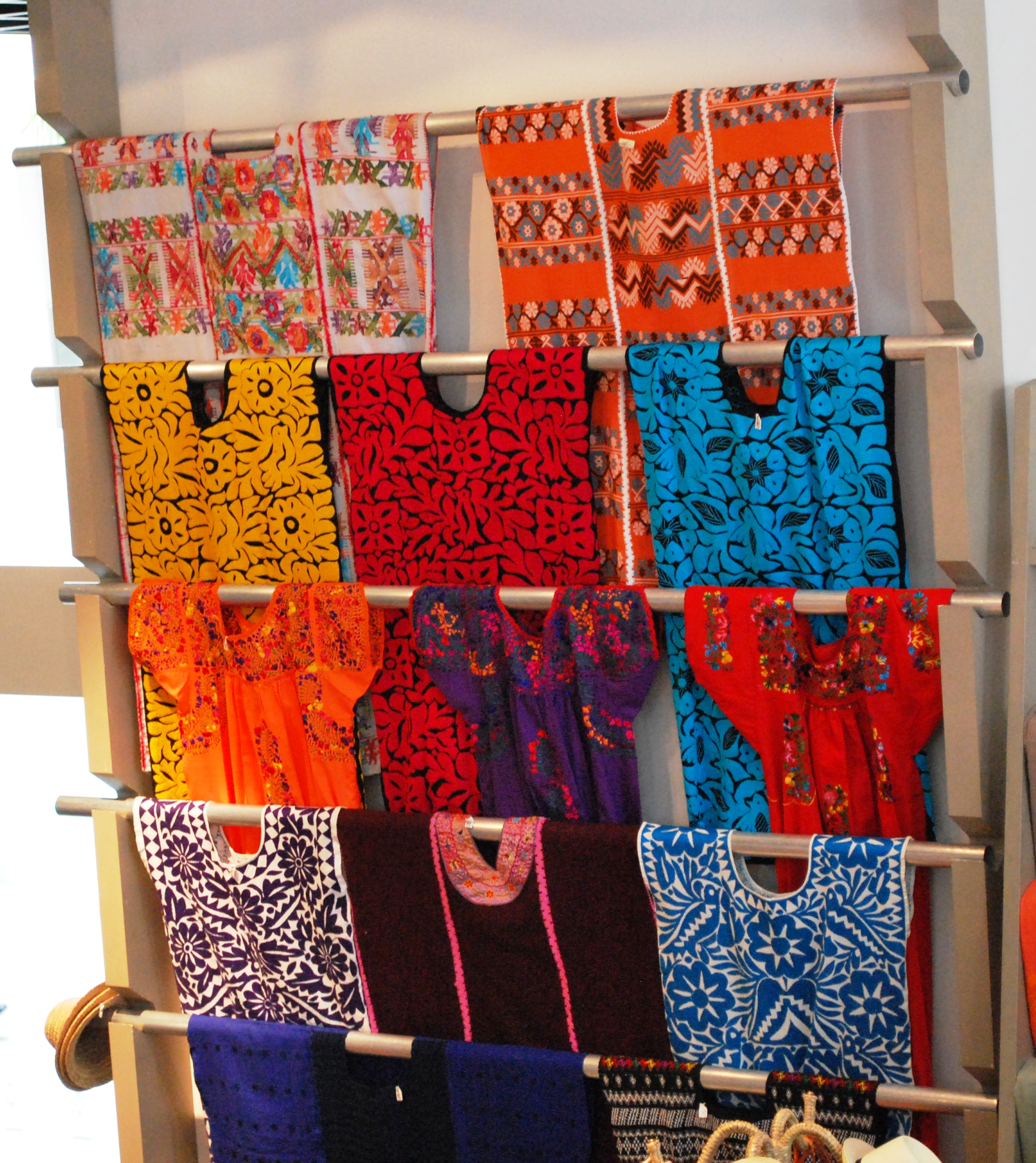
Eladó huipilek a mexikóvárosi Népművészeti Múzeumban

Díszítésük rendkívül változatos, sokszor csak vízszintes vagy függőleges csíkokból áll, de vannak vidékek, ahol az egészet ábrákkal hímezik tele. Igen gyakori, hogy egy hosszabb huipilt csak a nyakkivágás körül díszítenek téglalap alakban. A hímzett rajzok lehetnek geometrikusak, de ábrázolhatnak emberi, állati vagy növényi motívumokat is, Yucatánban a fehér alapra készült színes virágok a leggyakoribbak. Ezek legtöbbször keresztszemes hímzéssel (maja nevén xocbichuy) készülnek, de alkalmazzák a xmanikté nevű technikát is. A oaxacai San Juan Cotzocón vidékén viszont egyáltalán nem használnak színeket, csak fehéret: itt a díszítést kizárólag maga a szövés módja adja. Ugyancsak egyszerű a díszítése a jalaltékok huipiljeinek is, ezeken csak a mell és a hát tájékán látható egy műselyemből készült fonat, valamint hosszú rojtjaik vannak. Ellenben a szintén oaxacai csinantékok rendkívül díszes ruhákat készítenek: színes geometrikus díszeik teljesen befedik a szövetet, széle szintén rojtos, és fehér csipkével végződik. Mivel szinte minden faluban, de legalábbis minden vidéken más és más a kedvelt díszítés, így a hozzáértők ruházata alapján megmondhatják egy nőről, honnan jött.
Bár a külső szemlélő időnként nehezen ismerheti fel az ábrákat, készítőik számára minden kép szimbolikus jelentőségű. A Guerrero államban található Xochistlahuacában például két egymás mellé helyezett háromszöggel ábrázolják a lepkéket.
A legtöbb különös szimbólum a Chiapas-beli Santa María Magdalenas vidékén jellemzi az ünnepi huipileket: itt istenségek, virágok, varangyok és egyéb mitológiai lények jelennek meg a hímzésben, a készítő pedig minden egyes darabra – mintegy „aláírásként” – egyedi ábrákat is tesz. Az itt készülő huipilek kereszt alakban ábrázolják a világmindenséget: a jobb váll iránya a kelet, a bal váll a nyugat, az észak–déli irány pedig a mell és a hát vonalába esik, így a nő, ha felveszi, a világ középpontjába kerül.
Ugyancsak Chiapasban, Zinacantán környékén készítenek egy másik jellegzetes mintát. Ez fehér gyapjúból készül, nyakkivágása szögletes, ennek szélét zöld pamut alkotja. Mellén egy piros csíkkal szegélyezett téglalap látható, benne pedig fehér tyúktollak láthatók fehér, kék vagy zöld fonallal átszőve. Felső részén ugyanezekből a színekből álló rojtot alakítanak ki. Jelentősége abban áll, hogy ez az egyetlen fennmaradt tollas díszítés egész Mexikóban, és az azték viselet legjellegzetesebb darabja.

## Hagyományok

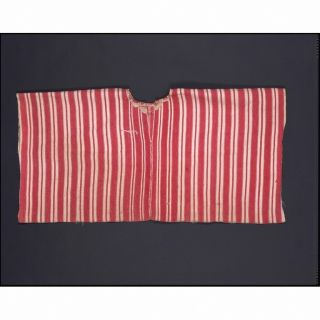
Egyszerű díszítésű, 19. századi huipil Guatemalából

Léteznek különböző huipilek mindennapi használatra és ünnepi alkalmakra is. A Oaxaca állambeli Mixteca régióban például a hétköznapit pamutból, az ünnepit gyapjúból készítik. Itt hagyomány, hogy ha egy nő elér egy bizonyos életkort, készít egy minél jobb minőségű huipilt, mely majd ha eljön az ideje, halotti lepleként fog szolgálni.
Vannak olyan speciális huipilek is, melyeket a nő kizárólag az esküvőjén vesz fel, majd egész életén át őrzi, és csak ha meghal, akkor öltöztetik bele újra. Vannak olyanok is, melyeket csak bizonyos rangot betöltő nők hordhatnak, és ők is csak egyes ünnepélyes alkalmakkor. Néhány helyen a szentképeken látható nők is huipilt viselnek. Chiapas állam hegyvidékein pedig ünnepi felvonulásokon a szűz lányok egyszerre annyi huipilt vesznek magukra, hogy nagyon kövérnek látszanak tőlük.
A oaxacai San Lucas Ojitlánban a csinanték nők szintén huipilben tartják esküvőjüket és más ünnepeiket. Számukra a helyi szövőnők három típusú huipilt készítenek. Az első, melyet esküvőkön használnak, a huipil rojo, vörös színű, de mivel anyaga igen drága, ezért csak a módosabbak használják. A második típus a huipil pavo, más ünnepekre és sétákra használják. Az előbbitől abban különbözik, hogy piros színe kevésbé erős, és mintái is kisebbek. A harmadik, a madaras–galambos huipil, a leggyakrabban viselt darab, a piacokon is gyakran kapható. Színe fehér, és színes állatfigurák, főleg madarak díszítik. Régen csak középkorú és idősebb nők hordták, de ma már mindenki körében igen mindennapivá vált.